# Einstein (eenheid)
| Veel- voud | Naam     | Sym- bool |
| ---------- | -------- | --------- |
| 100        | einstein | E         |

Een einstein (symbool E) is een eenheid die in de stralingstheorie en fotochemie wordt gebruikt. De einstein is gelijk aan een mol fotonen, ongeacht hun frequentie (en daarmee energie). Het aantal fotonen in een einstein is daarmee gelijk aan de constante van Avogadro:
{\displaystyle 1\ \mathrm {E} =(6{,}0221415\pm 0{,}0000010)\cdot 10^{23}\ {\textrm {fotonen}}}
Hiermee is de einstein net als de bel, de radiaal en het procent een dimensieloze eenheid. De hoeveelheid bestraling kan worden uitgedrukt in einstein per vierkante meter, per seconde (E/m²/s of E m−2 s−1).
De einstein wordt bijvoorbeeld gebruikt in onderzoek naar fotosynthese. De hoeveelheid licht die nodig is om een bepaalde hoeveelheid zuurstof te produceren hangt namelijk af van het aantal fotonen dat de plant ontvangt. Er is ongeveer 8-9 einstein per mol zuurstof nodig, onafhankelijk van de exacte frequentie van het licht. Er zijn dus ongeveer 8-9 fotonen nodig om één molecuul zuurstof te produceren.
De eenheid is genoemd naar Albert Einstein, die onder andere het foto-elektrisch effect verklaarde en die het idee van lichtquanta introduceerde in 1905. Deze kwanta worden tegenwoordig fotonen genoemd.